# 1964年インスブルックオリンピックの日本選手団
1964年インスブルックオリンピックの日本選手団（1964ねんインスブルックオリンピックのにほんせんしゅだん）は、1964年1月29日から2月9日まで開催された1964年インスブルックオリンピック（冬季）の日本選手団、およびその競技結果。選手所属は1964年当時のもの。

## 概要
- 人員:　選手　48人、役員　13人
主将：長久保文雄、旗手：菊地定夫
- 結団式：1月7日
- 解団式：3月6日

## スキー
監督：竜田鳳三

コーチ：山田肆郎

コーチ：河合義雄

### アルペンスキー
- 気田義也（早稲田大学）[1]
  - 男子回転：34位（1分49秒11）
  - 男子大回転：39位（2分04秒22）
- 富井一（日本楽器）[2]
  - 男子回転：31位（1分45秒09）
  - 男子滑降：33位（2分30秒02）
  - 男子大回転：22位（1分56秒65）
- 福原吉春（明治大学）[3]
  - 男子回転：23位（1分40秒71）
  - 男子滑降：45位（2分34秒55）
  - 男子大回転：25位（1分58秒35）
- 野戸恒男（芝浦工大学）[4]
  - 男子滑降：46位（2分34秒76）
  - 男子大回転：35位（2分01秒26）
- 大平義博（東洋木材企業）[5]
  - 男子回転：38位（1分57秒87）
  - 男子滑降：57位（2分40秒82）

### スキージャンプ
- 笠谷幸生（明治大学）[6]
  - 70m級個人：23位（200.60）
  - 90m級個人：11位（206.70）
- 菊地定夫（雪印乳業）[7]
  - 70m級個人：26位（198.50）
  - 90m級個人：47位（174.80）
- 江遠要甫（国土計画）[8]
  - 70m級個人：27位（198.40）
  - 90m級個人：44位（177.80）
- 志村直紀（日本大学）[9]
  - 70m級個人：40位（190.90）
  - 90m級個人：37位（184.50）
- 若狭繁行（北海道拓銀）
  - ：出場せず

### クロスカントリースキー
- 高橋秀蔵（日本曹達）[10]
  - 男子15km：42位（57分04秒4）
  - 男子30km：47位（1時間43分11秒2）
  - 男子50km：35位（3時間14分31秒4）
  - 男子4×10kmリレー：第1走者 （38分02秒0）[11]
- 佐藤和男（下高井農林高校卒）[12]
  - 男子15km：35位（56分04秒5）
  - 男子30km：41位（1時間42分39秒2）
  - 男子50km：27位（3時間03分57秒9）
  - 男子4×10kmリレー：（第2走者 37分18秒4）[11]
- 八幡長五郎（田山営林署）[13]
  - 男子15km：58位（1時間00分46秒1）
  - 男子30km：62位（1時間51分45秒3）
  - 男子50km：途中棄権
  - 男子4×10kmリレー：（第4走者 39分27秒0）[11]
- 北村辰夫（日本大学）[14]
  - 男子15km：26位（55分24秒3）
  - 男子30km：51位（1時間46分13秒4）
  - 男子4×10kmリレー：（第3走者 37分18秒1）[11]
- 高橋秀蔵・佐藤和男・北村辰夫・八幡長五郎
  - 男子4×10kmリレー：10位（2時間32分05秒5）[11]

### ノルディック複合
- 谷口明見（札幌鉄道管理局）[15]
  - 個人：31位（291.51）
- 田中英一（芝浦工大）[16]
  - 個人：30位（337.50）
- 藤沢隆（早稲田大学）[17]
  - 個人：20位（375.22）

## スケート

### スピードスケート
監督：藤原哲夫

コーチ：高林清高

- 河野義博（立教大学）[18]
  - 男子5000m：26位（8分19秒4）
  - 男子10000m：32位（17分39秒0）
- 新保鋭（明治大学）[19]
  - 男子500m：41位（44秒4）
  - 男子1500m：34位（2分18秒5）
  - 男子5000m：23位（8分12秒5）
  - 男子10000m：24位（17分11秒3）
- 長久保文雄（三協精機）[20]
  - 男子500m：16位（41秒8）
- 有賀豊文（立教大学）[21]
  - 男子1500m：41位（2分20秒7）
  - 男子5000m：24位（8分15秒9）
  - 男子10000m：22位（17分09秒9）
- 鈴木恵一（明治大学）[22]
  - 男子500m：5位（40秒7）
  - 男子1500m：31位（2分17秒5）
- 鷹野靖子（専修短大）[23]
  - 女子500m：19位（49秒3）
  - 女子1000m：20位（1分41秒6）
  - 女子1500m：14位（2分33秒1）
  - 女子3000m：12位（5分30秒4）
- 長久保初枝（三協精機）[24]
  - 女子500m：12位（47秒9）
  - 女子1000m：途中棄権
  - 女子1500m：10位（2分30秒9）
  - 女子3000m：6位（5分25秒4）
- 高橋カネ子（三協精機）[25]
  - 女子500m：24位（50秒5）
  - 女子1000m：18位（1分40秒5）
  - 女子1500m：18位（2分34秒1）
  - 女子3000m：16位（5分39秒6）

### フィギュアスケート
監督：今野東雄

- 佐藤信夫（関西大学）[26]
  - フィギュア男子シングル：8位
- 上野純子（関西学院大学）[27]
  - フィギュア女子シングル：22位
- 大川久美子（大阪女学院高校）[28]
  - フィギュア女子シングル：13位
- 福原美和（早稲田大学）[29]
  - フィギュア女子シングル：5位

## バイアスロン
- 二峰良四郎（自衛隊）[30]
  - 男子20km：26位（1時間35分38秒6）
- 山中勇二（自衛隊）[31]
  - 男子20km：19位（1時間33分51秒8）

## アイスホッケー
監督：星野仁十郎

コーチ：河淵務

- 小野悳（岩倉組）[33]
- 佐藤真弘（岩倉化工）[34]
- 河淵勲（岩倉組）[35]
- 風張喜民夫（風張洋品店）[36]
- 岩本宏二（岩倉組土建）[37]
- 入江淳夫（古河電工）[38]
- 稲津秀則（古河電工）
- 高島守（王子製紙）[39]
- 本間信一（王子製紙）[40]
- 工藤公久（王子製紙）[41]
- 田名部匡省（田名部組土建）[42]
- 島田繁（古河電工）[43]
- 中野稔（岩倉組）[44]
- 松浦弘幸（岩倉組）[45]
- 小川次郎（岩倉組土建）[46]
- 本間敏栄（古河電工）[47]
- 森島勝司（岩倉組土建）[48]
  - 11位[49]

## 本部役員
団長：木原均

団長秘書：林寛

補助役員：竹田幸男

シャペロン：原田知津子

ドクター：矢橋健一